# Balázs Horváth (Politiker)

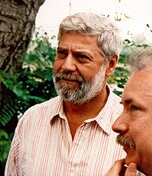
Balázs Horváth

Balázs Horváth (* 13. August 1942 in Budapest; † 2. Juli 2006 in Veszprém, Ungarn) war ein ungarischer Politiker.

## Biografie
Nach dem Abschluss des Lajos-Lóczy-Gymnasiums in Balatonfüred studierte er von 1960 bis 1965 an der Loránd-Eötvös-Universität Staats- und Sozialwissenschaften und schloss diese Studien mit einem Diplom ab. Nach einem Postgraduiertenstudium der Rechtswissenschaften an der Pannonischen Universität Veszprém wurde er 1968 zum Rechtsanwalt zugelassen.
Horváth gehörte 1988 zu den Gründungsmitgliedern der Ungarischen Demokratischen Forums (Magyar Demokrata Fórum, MDF).
Nach der politischen Wende in Ungarn 1990 wurde er als Vertreter des Wahlkreises Veszprém zum Abgeordneten des Parlaments (Országgyűlés) gewählt und im Mai 1990 als Innenminister in die erste frei gewählte Regierung unter Ministerpräsident József Antall. Nachfolger als Innenminister wurde noch im Dezember 1990 Péter Boross. Später trat Horváth jedoch aus dem MDF aus und wurde als 1994 unabhängiger Kandidat zum Abgeordneten gewählt. 2004 gründete er das Nationale Forum (Nemzeti Fórum) und bildete danach ein Wahlbündnis mit dem Ungarischen Bürgerbund (Fidesz – Magyar Polgári Szövetség).
Bei den Parlamentswahlen im April 2006 wurde er als Kandidat auf der gemeinsamen Liste mit dem FIDESZ erneut zum Abgeordneten gewählt, verstarb jedoch knapp zwei Monate später.